# Getahead
Getahead è il secondo album del gruppo pop inglese Curiosity Killed the Cat, pubblicato nel 1989 dall'etichetta discografica Polygram Records, anticipato dal singolo Name and Number. Nel 1991 il gruppo rap De La Soul ha campionato un sample di tale brano in Ring Ring Ring (Ha Ha Hey), singolo inserito nel loro album De La Soul Is Dead.
L'album successivo dei Curiosity, intitolato Back to Front, verrà pubblicato nel 1994 soltanto in Giappone.

## Tracce
1. Name and Number (Curiosity Killed the Cat, G.Skinner) - 4:01
2. Do Your Believin' - 4:15
3. Cascade (Curiosity Killed the Cat, A.McEvoy) - 3:57
4. First Place (Curiosity Killed the Cat, McEvoy) - 4:35
5. We Just Gotta Do It (For Us) (Curiosity Killed the Cat, McEvoy) - 4:15
6. Go Go Ahead (Curiosity Killed the Cat, McEvoy) - 2:24
7. Trees Don't Grow on Money - 4:08
8. Treat You So Well (Curiosity Killed the Cat, McEvoy) - 4:15
9. Who Are You (Curiosity Killed the Cat, McEvoy) - 3:49
10. Security Lady - 4:10
11. Somehing New, Something Blue - 3:56
12. Keep on Trying (Curiosity Killed the Cat, McEvoy) - 4:58

## Formazione
- Ben Volpeliere-Pierrot - voce
- Julian Godfrey Brookhouse - chitarra
- Nick Thorp - basso, e tastiera
- Migi Drummond - batteria